# Jonesville (Indiana)
Jonesville – miasto w Stanach Zjednoczonych, w stanie Indiana, w hrabstwie Bartholomew.